# ワシザキスタイル*ヨシオカモード
『ワシザキスタイル＊ヨシオカモード』は、2019年10月6日から2024年12月29日まで文化放送 超!A&G+及びニコニコ動画で配信されていたインターネットラジオ番組である。パーソナリティは、鷲崎健と吉岡茉祐。

## 番組概要
いずれもマルチな分野で活躍する鷲崎と吉岡の2人をパーソナリティに迎え、「オシャレ」とは何かを突き詰めていく番組。ニコニコ動画版では本編に加え有料チャンネル会員限定で10分程度のおまけ放送が追加されており、こちらには「アネックス」の副題がつけられている。
なお、第29回（2021年4月19日放送分）より第32回（2020年5月31日放送分）及び第63回（2021年1月10日放送分）より第66回（2021年2月21日放送分）までの間、新型コロナウイルス感染症の流行拡大に伴って隔週更新に変更されていた。

## パーソナリティ
- 鷲崎健
- 吉岡茉祐

## 放送時間
超!A&G+
- 2019年10月6日 - 2020年3月29日

毎週日曜日 18:00 - 18:30（リピート配信 毎週水曜日 14:00 - 14:30）
- 2020年4月5日 - 2020年9月27日

毎週日曜日 18:00 - 18:30（リピート配信 毎週土曜日 7:00 - 7:30）
- 2020年10月4日 - 2024年12月29日

毎週日曜日 18:30 - 19:00（リピート配信 毎週土曜日 7:00 - 7:30）
この他、ニコニコ動画の番組公式チャンネルにてアーカイブ配信あり（有料チャンネル、おまけ放送付き）

## コーナー
- オシャレAorB
  - リスナーから、特定の局面においてオシャレな人とそうでない人の行動を並列で記載したお便りを募集する[3]。

- オシャレだいじょぶだぁ
  - オシャレが必要な場面で何とか切り抜けたエピソードをリスナーから募集する[3]。

- 私のオシャレは間違っていたんでしょうか
  - リスナーがオシャレだと思っていたが予想外の展開に至ったエピソードを募集する[3]。

## ゲスト
- 第43回・第44回（2020年8月23日・8月30日放送分） - 縞野やえ（漫画家）・MB（バイヤー）[4]
- 第91回・第92回（2021年8月22日・8月29日放送分） - 澁谷梓希[5]
- 第100回（2021年10月24日放送分） - 本泉莉奈
- 第141回（2022年8月7日放送分） - 堀江由衣